# Kathy Radzuweit
Kathy Radzuweit (* 2. März 1982 in Berlin, Spitzname: „Ratze“) ist eine ehemalige deutsche Volleyball-Nationalspielerin.

## Karriere
Bereits als Jugendliche spielte die 1,96 Meter große Radzuweit früh hochklassig. Sie griff für den VC Olympia Berlin in der 2. Bundesliga Nord an. Als Abiturientin spielte sie mit dem VC Olympia bereits in der 1. Bundesliga. Später spielte sie bei den Ligakonkurrenten Volley Cats Berlin und Bayer 04 Leverkusen.
In der Nationalmannschaft sammelte Radzuweit 2001 beim Grand Prix erste internationale Erfahrung. Positiv wirkte sich ihr Wechsel von der Diagonal- auf die Mittelblockerposition aus. Bei der EM 2003 in der Türkei war sie beste Blockspielerin des Turniers.
Einer breiteren Öffentlichkeit bekannt wurde sie weniger aufgrund sportlicher Leistungen, sondern durch erotische Foto-Aufnahmen. 2002 posierte sie für das Magazin Max. Die FAZ erkannte „ein immenses Interesse der Öffentlichkeit“ und bezeichnete sie doppeldeutig als „Begehrte Bankdrückerin“. Die Welt urteilte: „Dass die 20 Jahre alte Mittelblockerin mit Anni Friesinger, Sina Schielke, Katja Poensgen und anderen Branchen-Beauties bestehen kann, wird jeder bestätigen, der die Bilder gesehen hat: lange Beine, athletische Statur, krause Haarmähne, schöne Augen.“
Nach dem enttäuschenden Ausscheiden der deutschen Mannschaft bei der Heim-WM 2002 wurde ihr die Modeltätigkeit indirekt zum Vorwurf gemacht. „In der Zeit habe ich Stimmen hinter meinem Rücken tuscheln hören, ich solle doch lieber was anderes machen“, ärgerte sich Radzuweit rückblickend über Anfeindungen.
Dessen ungeachtet ließ sie sich für das im September 2004 erschienene Olympia-Special des Playboy nackt ablichten. Für das Special hatten ebenfalls Fanny Rinne (Hockey) und Britta Heidemann (Degenfechten) posiert.
2007 verließ Radzuweit Bayer Leverkusen und wechselte zum italienischen Erstligisten Minetti Infoplus Vicenza. Nach einem weiteren Jahr in Italien bei Pallavolo Donoratico kehrte sie 2009 zurück nach Deutschland und spielte bis 2011 in der Bundesliga bei VT Aurubis Hamburg.
Bei der Weltmeisterschaft 2010 in Japan erreichte sie mit der Nationalmannschaft einen guten siebten Platz.
Von 2011 bis 2012 spielte Kathy Radzuweit in Aserbaidschan bei Rabita Baku, wo sie auf Anhieb die Klubweltmeisterschaft gewann und 2012 Aserbaidschanischer Meister und Pokalsieger wurde. Danach wechselte sie zurück in die Bundesliga zum SC Potsdam, wo sie 2015 ihre Volleyballkarriere beendete.

## Privates
Nach dem Abitur am Coubertin-Gymnasium in Berlin machte sie eine Lehre als Bürokauffrau. Derzeit ist sie Studentin.
Bereits ihre Mutter Elke war Volleyball-Nationalspielerin. Sie nahm 1978 mit der DDR an den Weltmeisterschaften in Leningrad teil. Ihr Vater war kubanischer Nationalspieler.